# アルベルト・キンドラー
アルベルト・キンドラー（Albert Kindler、1833年 - 1876年4月4日）はドイツの画家である。農民などの日常生活を題材にした風俗画を描き人気があった。

## 略歴
スイス国境に近い、現在のバーデン＝ヴュルテンベルク州のボーデン湖畔の街、アレンスバッハに生まれた。ミュンヘン美術院で学んだ後、1856年にフリードリッヒ・ヴィルヘルム・シャドウが校長のデュッセルドルフ美術アカデミーで学んだ。その後、カール・フェルディナンド・ゾーンのもとでも学んだ。
ルドルフ・ヨルダンの工房で働きはじめ、1859年にライン地方の結婚式の行列を描いた作品が高く評価され、この作品は フリードリヒ・オルデマン(Friedrich Oldermann: 1802–1874)によって版画にされ出版されて、人気となった。その後もバイエルンやチロルの人々の生活を描いた風俗画で人気を保った。1868年のベルリンの展覧会で賞を得た。
いわゆる「デュセルドルフ派」の代表的な画家となり、新興の工業家などのブルジョワジーが邸に飾るのに好まれるスタイルの作品を描いた。
1860年代に数年間、デュッセルドルフ美術アカデミーで教え、教えた学生にはアメリカの画家、ヘンリー・モスラーらがいる。

## 作品

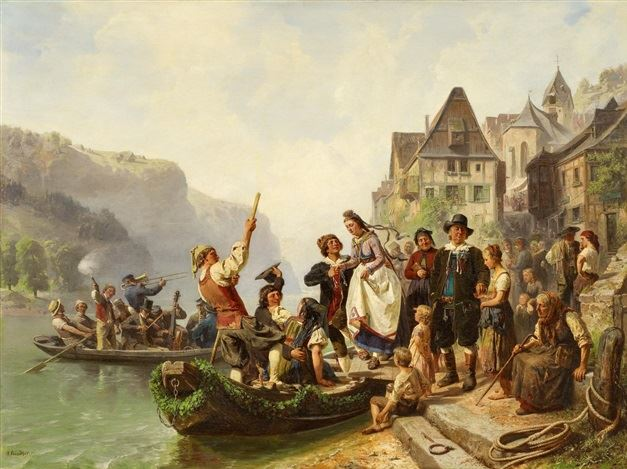
ライン川の結婚式の行列
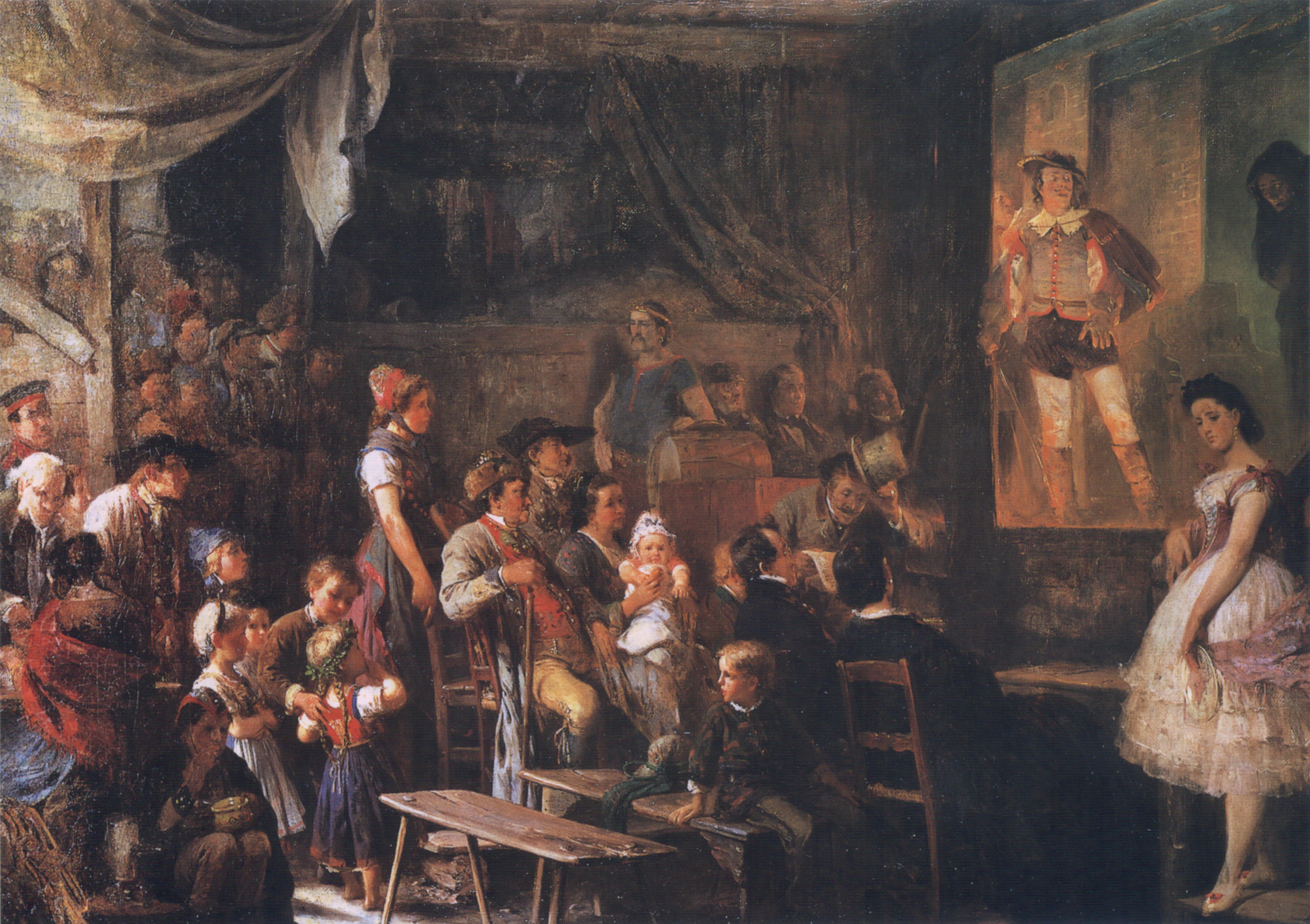
素人劇団の劇場
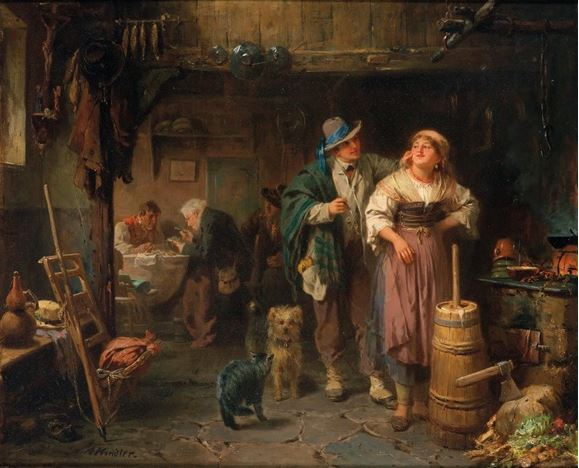
居酒屋の台所

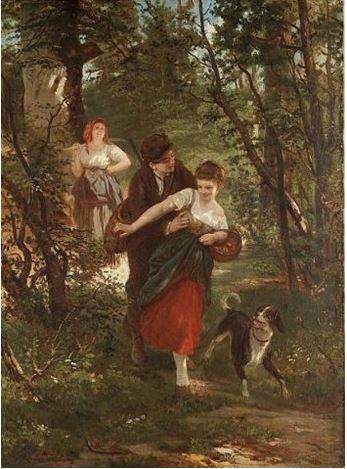
Caught Unawares
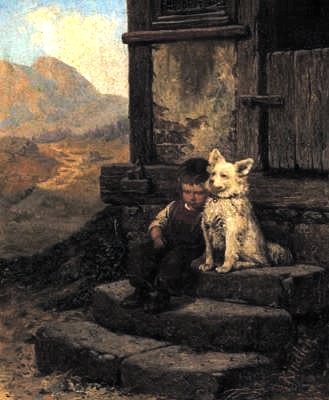
少年と犬
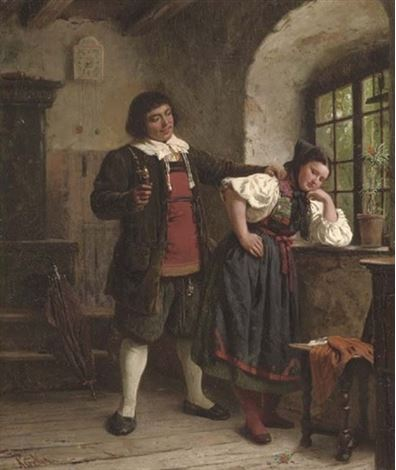
若いカップル
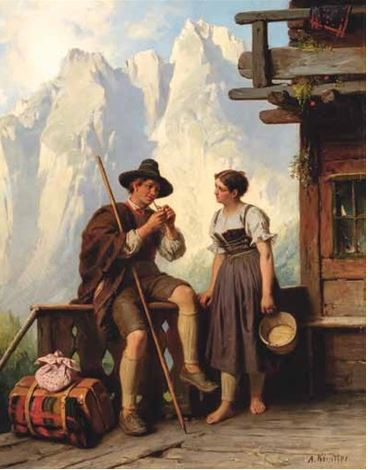
The Long-Awaited Visit